# 타임스

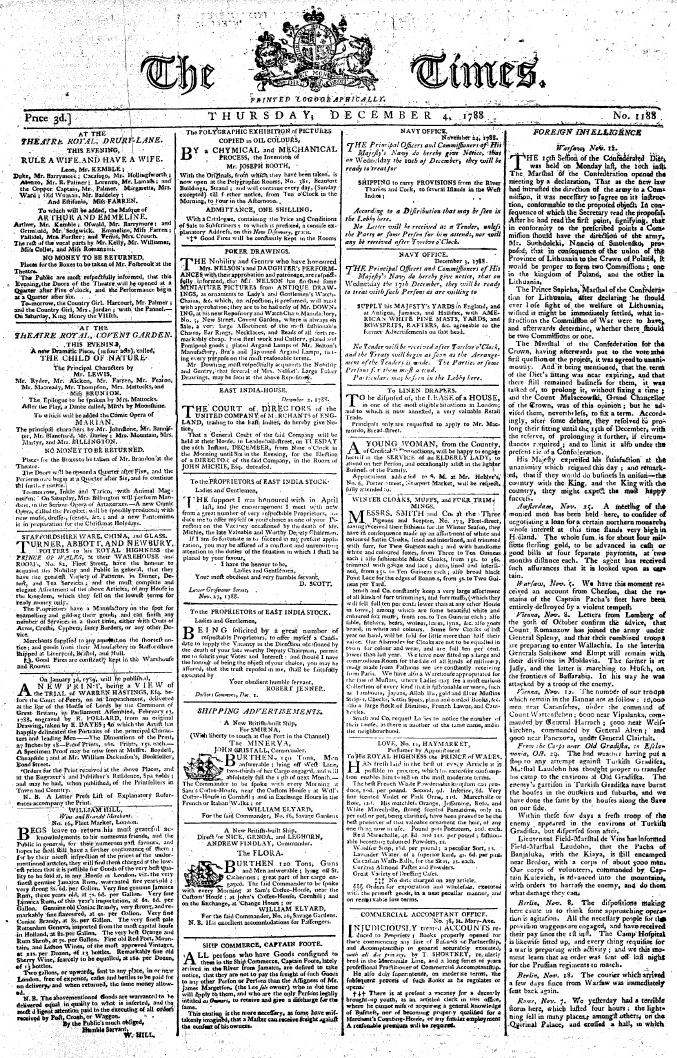
1788년 12월 4일자 신문

《타임스》(The Times)는 1785년에 창간된  영국의 신문이다. 세계에서 가장 오래된 일간 신문으로서 발행 부수는 68만8천 부(2005년 1월 기준)에 이른다. 《뉴욕 타임스》 등의 타임스가 붙는 신문들의 원조다. 《가디언》, 《데일리 텔레그래프》와 함께 영국의 대표적인 브로드시트 신문이다. 보수주의 성향이지만, 같은 보수주의 성향의 《데일리 텔레그래프》보다는 온건한 논조를 보인다.
《타임스》의 마스트헤드에는 "The"와 "Times" 사이에 영국 왕실 문장이 들어가 있다.

## 개요

### 현재
언론과 출판재벌인 루퍼트 머독 소유의 뉴스 코퍼레이션의 뉴스 인터내셔널(News International)의 산하에 있다. 영국 특유의 신분제에서 중산층이 주요 독자이다. 인디펜던트 종이가 타블로이드판을 발행했던 것에 추종, 2003년 11월 지금까지의 일반지 크기에 가세해 브로드시트에서 타블로이드 판형으로 변경했다. 판형은 작아졌지만 더 선같은 선정적인 타블로이드 신문과 대조되는 의미에서 여전히 브로드시트라 불린다.

### 초기
1785년 존 월터가 'The Daily Universal Register'라는 이름으로 창간하였다. 이후, 1788년 1월 1일에 현재 이름인 《타임스》(The Times)로 개명하였다.
존 월터는 16년간 편집장을 맡은 후, 1803년 경영권과 편집장의 자리를 아들에게 양보한다. 신문에 실은 내용이 명예 훼손이라고 하여, 존 월터는 뉴 게이트 감옥에 수감되어 16개월을 보냈던 적이 있다. 그러나 그의 유럽, 특히 프랑스로부터의 뉴스를 모으기 위한 선구적인 노력으로, 《타임스》는 관료나 경영에 필요한 정확한 정보가 필요하던 자본가 중에서의 평판을 확립한다. 《타임스》는 정치, 과학, 예술, 문학의 저명한 사람으로부터의 기고를 넓게 모아 게재하는 것도 평판을 얻는다. 에이브러햄 링컨은 “미시시피강을 제외하곤 『타임스』보다 더 막강한 힘을 가진 것을 본 적이 없다”고 평가한 바 있다.
초기의 이 신문은 타사와의 경쟁도 적고, 막대한 이익을 얻고 있었기 때문에, 취재 활동에 고액의 비용을 충당할 수 있었던 것이다. 또, 《타임스》는 국외에 특파원을 보낸 최초의 신문이며, 종군기자를 특파원으로 파견한 것도 《타임스》가 최초이다. W. H. 러셀은, 육군에게 대동하는 특파원으로서 크리미아 전쟁에 파견되어 취재했다. 그는 병원의 위생 상태가 나쁘고, 간호사의 전문적인 간호를 받지 못하고 있던 영국군의 열악한 현실을 고발했다. 《타임스》의 크리미아 전쟁 기사는 플로렌스 나이팅게일이 간호사로 헌신하게 한 계기가 되었다.

### 20세기
1966년 캐나다 출신의 사업가 로이 톰슨이 《타임스》를 인수했다. 영국 언론에 공격적으로 투자했던 그는 이미 스코틀랜드의 민영 방송인 STV와, 지역 신문 《더 스코츠맨》, 일요 신문 《선데이 타임스》 등을 보유하고 있었다. 《선데이 타임스》는 이름과 달리 그때까지 《타임스》와는 독립적인 신문이었지만 이때부터 자매자지가 되었다. 1978년 12월 1일부터 다음해 11월 12일까지 《타임스》는 불만의 겨울 기간 많은 기업들처럼 대규모 파업을 겪었다. 경영진이 라이노타이프를 교체하고자 하자 인쇄공들은 1년 가까이 신문 발행을 중단시켰다.
파업 기간 막대한 손실로 신문이 문을 닫을 수도 있는 상황이 되자, 톰슨은 인수자를 찾았다. 이미 매우 인기있는 타블로이드 신문인 더 선과 뉴스 오브 더 월드를 보유한 머독은 《타임스》와 그 자매지를 1981년 인수했다. 1986년 《타임스》를 포함한 뉴스 코퍼레이션 신문들은 신사옥으로 이전하고, 컴퓨터를 이용한 현대적인 인쇄 기술을 도입했다. 구조조정 대상이 된 인쇄공들은 52주간 파업을 하고, 사옥 앞에서 집회를 했지만 마거릿 대처 정부의 도움으로 이들은 진압되었다.

## 온라인
《타임스》와 《선데이 타임스》는 1999년 3월부터 온라인으로 게시되고 있으며 원래 the-times.co.uk와 sunday-times.co.uk로 출발했다가 나중에 timesonline.co.uk로 통합되었다.

## 자매지
《타임스》(Times Newspapers Ltd.)가 발행하는 다른 신문은 다음과 같다.
- 《선데이 타임스》
- The Times Education Supplement
- The Times Literary Supplement (약칭 TLS)

1902년에 《타임스》의 문예 부록으로서 시작되어, 1914년에 독립. 매주 발행한다.

## 같이 보기
- 오래된 신문 목록